# Polyalthia monocarpioides
Polyalthia monocarpioides är en kirimojaväxtart som beskrevs av Ian Mark Turner. Polyalthia monocarpioides ingår i släktet Polyalthia och familjen kirimojaväxter. Inga underarter finns listade i Catalogue of Life.